# El Salvadors flagga
El Salvadors flagga antogs den 17 maj 1912, och i sin nuvarande utformning 27 september 1972. Flaggans två blå band och ett vitt baserar sig på den Centralamerikanska federationens flagga från tidigt 1800-tal. 
I det vita fältet syns statsvapnet. Proportionerna är 189:335, i den civila handelsflaggan 3:2.
Mellan 1865 och 1912 användes en flagga som liknade det amerikanska stjärnbaneret, med nio stjärnor och blå och vita ränder.